# Mega Man Soccer
Mega Man Soccer, i Japan känt som Rockman's Soccer (ロックマンズサッカー?), är ett fotbollsspel till SNES. Spelet är baserat på den ursprungliga Mega Man-serien, och släpptes i Japan den 17 februari 1994, och i Nordamerika i april samma år.

## Handling
Spelet utspelar sig efter Mega Man 4. En TV-sänd fotbollsmatch avbryts, då en explosion inträffar. När röken klarnat är alla spelarna borta, och ut på plan stiger i stället Dr. Wilys ledarrobotar. Dr. Light svarar då med att skicka iväg Mega Man samt några andra robotar.

### Fotnoter
1. ↑  Nintendo staff. ”Super NES Games” (PDF). Nintendo. Arkiverad från originalet den 14 juni 2011. https://web.archive.org/web/20110614155658/http://www.nintendo.com/consumer/gameslist/manuals/snes_games.pdf. Läst 27 april 2014.

;